# Стоєнешть (Келераш)
Стоєнешть, Стоєнешті (рум. Stoenești) — село у повіті Келераш в Румунії. Входить до складу комуни Моделу.
Село розташоване на відстані 102 км на схід від Бухареста, 7 км на північ від Келераші, 102 км на захід від Констанци, 139 км на південний захід від Галаца.